# Pascual De Rogatis
Pascual De Rogatis (Teora, 19 maggio 1880 – Buenos Aires, 2 aprile 1980) è stato un musicista e compositore italiano naturalizzato argentino.

## Biografia
Pascual De Rogatis (Pasquale, Aniello, Salvatore), nacque a Teora (AV) il 19 maggio 1880, (quando emigrò in Argentina vi fu un errore di trascrizione nelle registrazioni e fu indicata erroneamente come data di nascita il 17 maggio 1880), da Vincenzo e Filomena Forcella , è stato un compositore di opere sinfoniche ed un autentico protagonista della vita musicale argentina dei primi decenni del 1900.
Si trasferì con la famiglia in Argentina a Buenos Aires all’età di 3 anni, dove si stabilì e posteriormente realizzò i suoi studi musicali e la sua carriera in questa disciplina.
Iniziò i suoi studi di violino nel Conservatorio di Buenos Aires con i maestri Pietro Melani e Rafael Diaz Albertini. D’altro lato contò della guida di Juliàn Aguirre in Teoria e Solfeggio e di Alberto Williams in Composizione e Direzione Orchestrale.
A differenza degli altri musicisti Argentini dell’epoca, De Rogatis non studiò in Europa, anche se aveva l’opportunità di farlo: la sua volontà era di formarsi esclusivamente di accordo con la tradizione Argentina.
Anche se si sentì influenzato nelle sue composizioni tanto per Richard Wagner come per Claude Debussy, prese come tema delle sue opere la legenda e la magia indigena così come le sue caratteristiche musicali.
Ciò lo dimostra il suo Poema Sinfonico “Zupay” rappresentato il 25 maggio del 1910, per il Centenario, nel Teatro Colòn.
Questa opera prese ispirazione dal libro omonimo di Ricardo Rojas (scrittore), che diede ispirazione al compositore anche nei futuri lavori  “Huemac”, e “Ollantay”.
Nel marzo del 1928, in soli 20 giorni, compose la musica del Himno a Bahía Blanca, inno ufficiale della città di Bahia Blanca, sulle parole scritte da Carlos Alberto Leumann, poeta e giornalista argentino, inno commissionato per celebrare il centenario della fondazione della città.
Tra le sue molte composizioni si distinguono “Anfìon y Zeto”, “El viento y Carnavalito y colpa”, “Atipac”, “La novia del Hereje”, “El Viento”.
La sua produzione dà un importante apporto alla Canzone da Camera, distinguendosi “Cinco Canciones Argentinas (1923), Coplas (1925), Alamo Serrano (1926) ed altre.
Alla pari del suo lavoro come compositore svolse una attività intensa come docente nel Conservatorio di Buenos Aires e nel Conservatorio Nazional de Musica y Arte Escenico, con la Cattedra di Violino e Musica da Camera.
Uno dei musicisti che aveva la più profonda conoscenza delle tradizioni degli antichi popoli americani, questo è stato Pascual De Rogatis, musicista completo la cui produzione rivela la forza dei suoi mezzi di comunicazione, le sue opere rappresentano una pietra miliare nella storia del melodramma argentino, figura di spicco della musica argentina che, insieme a Williams, Berutti e Aguirre, ha aperto la strada ad una nuova generazione di musicisti, le cui creazioni musicali nazionali sfruttano il fascino delle musiche indigene di Pascual De Rogatis.
Morì nella città di Buenos Aires il 2 aprile del 1980, quasi un mese prima di compiere cento anni.